# Roman Yeremin
Roman Yeremin est un biathlète kazakh, né le 14 janvier 1997 à Balkashino.

## Biographie
Sa première compétition internationale a lieu en 2014 à l'occasion des Championnats du monde jeunesse. Yeremin obtient sa première récompense aux Championnats d'Europe junior de 2016, où il récolte la médaille de bronze à l'individuel. S'ensuit, l'hiver suivant un début au niveau élite à la Coupe du monde à Oberhof, une médaille de bronze aux Championnats du monde junior en sprint et deux médailles à l'Universiade d'Almaty.
Il prend part aux Jeux olympiques d'hiver de 2018, où il est 43e du sprint, 52e de la poursuite, 17e du relais et 18e du relais mixte. Ensuite, il marque ses premiers points en Coupe du monde à Oslo, avec une 22e place au sprint. Il devient aussi champion d'Asie pour conclure l'hiver.
En 2019, il entre dans le top vingt en Coupe du monde avec une 18e place à Antholz.

## Palmarès

### Jeux olympiques d'hiver
| Épreuve / Édition                | Individuel | Sprint | Poursuite | Départ en masse | Relais | Relais mixte |
| Jeux olympiques 2018 Pyeongchang | —          | 43e    | 52e       | —               | 17e    | 18e          |

Légende :
- - : Non disputée par Yeremin

### Championnats du monde
| Épreuve / Édition       | Individuel | Sprint | Poursuite | Départ en masse | Relais | Relais mixte |
| Mondiaux 2019 Östersund | 54e        | 47e    | —         | —               | 25e    | —            |

### Coupe du monde
- Meilleur classement général : 55e en 2019.
- Meilleur résultat individuel : 18e.

#### Différents classements en Coupe du monde
| Année     | Classement général final | Sprint | Poursuite | Individuel | Mass start |
| 2017-2018 | 70e                      | 58e    | -         | -          | -          |
| 2018-2019 | 55e                      | 42e    | 73e       | 65e        | -          |
| 2019-2020 | 76e                      | 62e    | -         | -          | -          |

### Championnats du monde junior
- Médaille de bronze du sprint en 2017 à Osrblie.

### Championnats d'Europe junior
- Médaille de bronze de l'individuel en 2016.

### Universiades
- Médaille d'argent à la mass start en 2017.
- Médaille de bronze au sprint en 2017.